# Poema de Gilgamesh

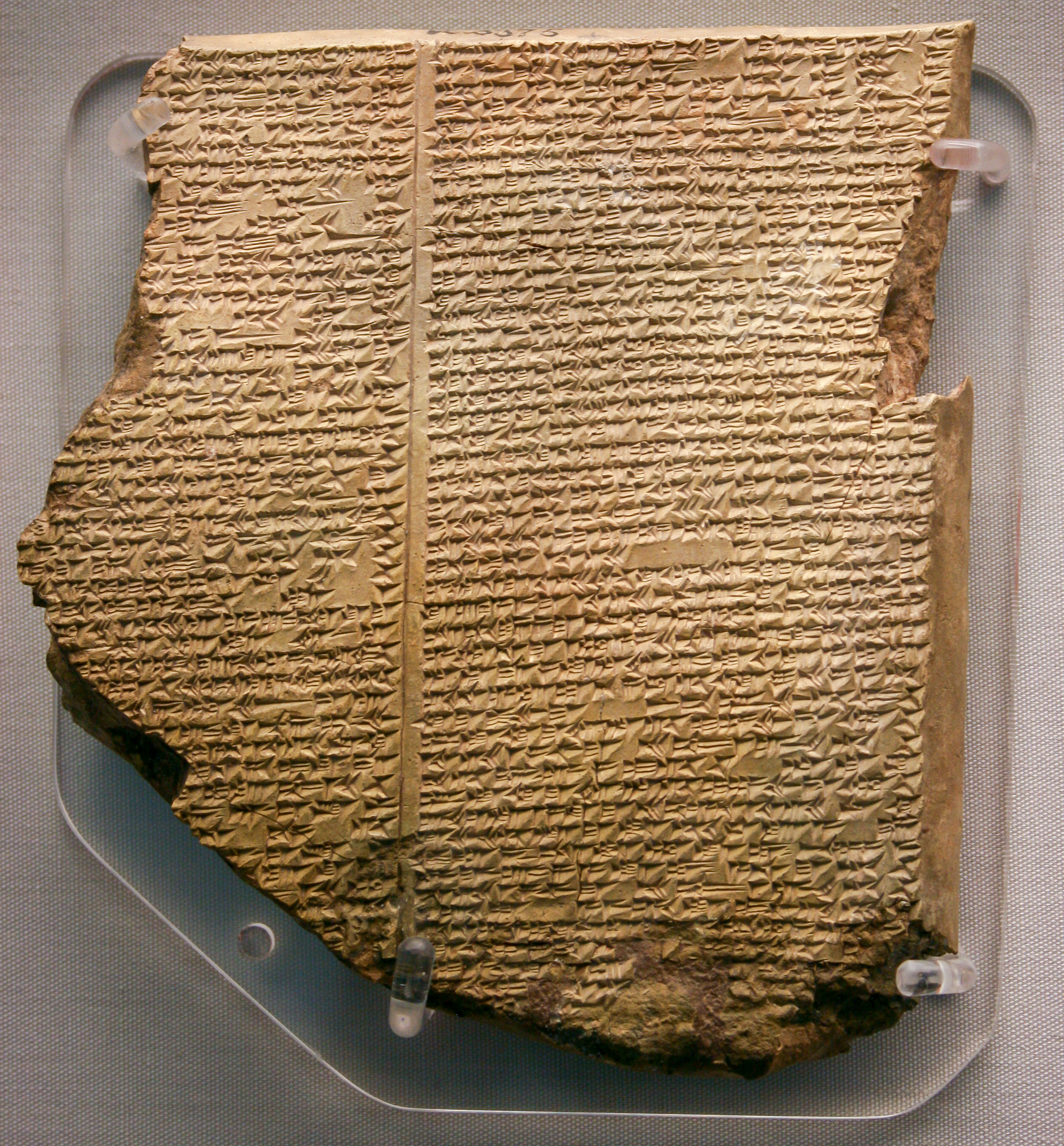
La tablilla sobre el diluvio de la epopeya de Gilgamesh, escrita en acadio (Museo Británico).

La Epopeya de Gilgamesh o el Poema de Gilgamesh (2500-2000 a. C) es una narración acadia en verso sobre las peripecias del rey Gilgamesh (también transcrito como Gilgameš). Está basada en cinco poemas independientes sumerios, que constituyen la obra épica más antigua conocida.
Al comienzo del poema, Gilgamesh es el despótico rey de Uruk, cuyos súbditos se quejan a los dioses, cansados de su lujuria desenfrenada, la cual lo lleva a forzar a las mujeres de la ciudad. Los dioses atienden esta demanda creando a Enkidu, un hombre salvaje destinado a enfrentarse a Gilgamesh. Pero cuando ambos entran en combate, en vez de darse muerte se hacen amigos para siempre y emprenden peligrosas aventuras. Juntos dan muerte al gigante Humbaba y al Toro del Cielo, y Gilgamesh rechaza el amor de la diosa Inanna. Como castigo a estos actos de impiedad, los dioses hacen que Enkidu muera en plena juventud. Impresionado por la desaparición de su amigo, Gilgamesh emprende la búsqueda de la inmortalidad, la cual le lleva hasta los confines del mundo, donde viven el sabio Utnapishtim y su mujer, únicos supervivientes del Diluvio, a los que los dioses concedieron el don que Gilgamesh pretende ahora. Sin embargo, el héroe no alcanza lo que desea. En el camino de vuelta encuentra, siguiendo instrucciones de Utnapishtim, una planta que devuelve la juventud a quien la toma; pero una serpiente se la roba y Gilgamesh vuelve a Uruk con las manos vacías, convencido de que la inmortalidad es patrimonio exclusivo de los dioses.
El núcleo sentimental del poema se encuentra en el duelo de Gilgamesh tras la muerte de su amigo. Los críticos consideran que es la primera obra literaria que hace énfasis en la mortalidad humana frente a la inmortalidad de los dioses. El poema incluye una versión del relato del diluvio universal.

## Historia

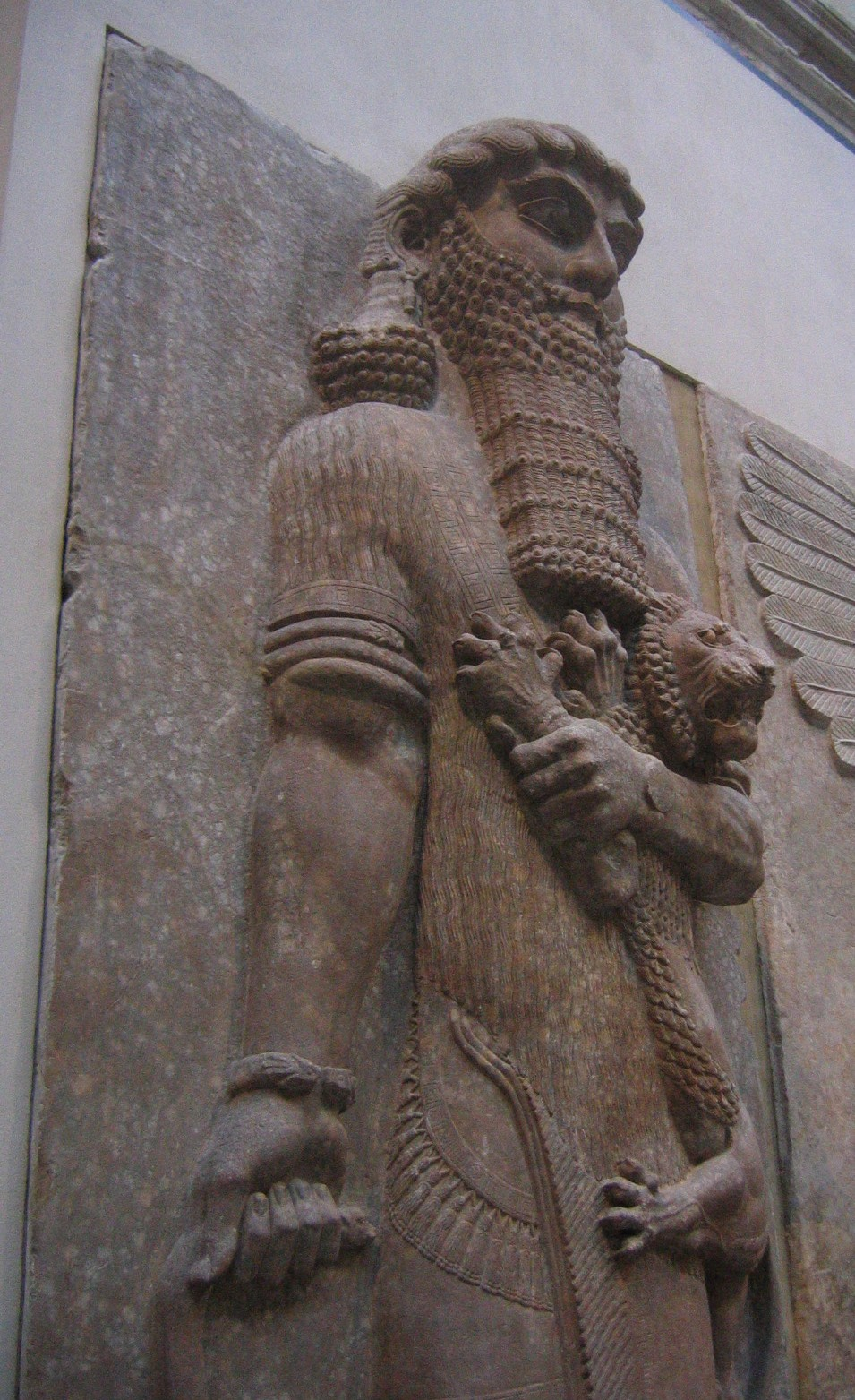
Estatua antigua asiria actualmente en el Museo del Louvre, posiblemente representando a Gilgamesh

Existen distintas fuentes que datan de más de 2000 años antes de Cristo. Los primeros poemas sumerios actualmente se suelen considerar historias distintas en lugar de partes de una sola epopeya. Se remontan a la tercera dinastía de Ur, en la época del origen del renacimiento sumerio (c. 2100 a. C.). Las tablillas de la antigua Babilonia (c. 1800 a. C.), son las más antiguas que se conservan de un relato único de la «Epopeya de Gilgamesh».
Las antiguas tablillas babilónicas y la versión posterior en acadio son fuentes importantes para las traducciones modernas, y los primeros textos se utilizan principalmente para completar las lagunas existentes en los textos posteriores. Aunque se han publicado varias versiones revisadas basadas en nuevos descubrimientos, la epopeya permanece incompleta. El análisis del texto babilónico antiguo se ha utilizado para reconstruir posibles formas anteriores de la epopeya. La versión acadia más reciente, también conocida como la versión babilónica estándar, consta de doce tablillas, cuyo texto habría sido transcrito por el asipu Sîn-lēqi-unninni, quien se cree que vivió en algún momento entre el 1300 a. C. y el 1000 a. C.
Unos 15.000 fragmentos de tablillas con escritura cuneiforme fueron descubiertos en la Biblioteca de Asurbanipal en Nínive por Austen Henry Layard, su asistente Hormuzd Rassam y W. K. Loftus a principios de la década de 1850. A finales de la década siguiente el Museo Británico contrató a George Smith para estudiarlas; en 1872 Smith leyó fragmentos traducidos ante la Sociedad de Arqueología Bíblica, y en 1875 y 1876 publicó traducciones más completas, la última de las cuales se publicó como «The Chaldaean Account of Genesis» (El relato caldeo del Génesis). El personaje central de Gilgamesh fue inicialmente transcrito como «Izdubar», antes de que los logogramas cuneiformes de su nombre pudieran pronunciarse con precisión. En 1891 Paul Haupt recopiló el texto cuneiforme y, nueve años más tarde, el orientalista Peter Jensen proporcionó una edición completa; R. Campbell Thompson actualizó ambos trabajos en 1930. Durante las siguientes dos décadas Samuel Noah Kramer reorganizó los poemas sumerios.
En 1998 el asiriólogo estadounidense Theodore Kwasman descubrió en el almacén del Museo Británico una pieza que se cree que contenía las primeras líneas de la epopeya. El fragmento, encontrado en 1878 y fechado entre el 600 a. C. y el 100 a. C., no había sido examinado por expertos durante más de un siglo desde su recuperación. El texto del fragmento dice «El que lo vio todo, que fue el fundamento de la tierra, que supo (todo), fue sabio en todos los asuntos: Gilgamesh». El descubrimiento de objetos (c. 2600 BC) asociados con Mebaragesi de Kish, mencionado en las leyendas como el padre de uno de los adversarios de Gilgamesh, ha dado credibilidad a la existencia histórica de Gilgamesh.

## Composición y naturaleza del poema
Originalmente la obra se conocía con el título Aquel que vio las profundidades (Sha naqba īmuru) o Por encima de todos los otros reyes (Shūtur eli sharrī), versos tomados del arranque de la obra que aluden a la naturaleza excepcional de Gilgamesh.
El poema se escribió en tablillas de arcilla utilizando la escritura cuneiforme hacia los años 2500-2000 a. C. Además de esta versión en lengua sumeria, que presenta muchas lagunas debidas a su deficiente conservación, se conservan versiones posteriores, también fragmentarias, en lenguas acadia e hitita. Las ediciones y traducciones modernas de la obra incorporan este material para complementar los huecos de la versión sumeria.
La versión más completa que se conserva aparece en un conjunto de doce tablillas de arcilla pertenecientes a la biblioteca del siglo VII a. C. del rey asirio Asurbanipal. Las once primeras tabletas narran la Epopeya de Gilgamesh, y la duodécima contiene un poema independiente sobre la bajada de Enkidu a los infiernos.
El texto no separa los versos, pero por el ritmo se calcula que puede tener unos 3500 versos.
Los estudiosos consideran que el poema se originó en una serie de leyendas sobre el legendario héroe-rey Gilgamesh, que probablemente vivió y reinó a finales del Segundo Período Dinástico Inicial (aproximadamente en el siglo XXVII a. C.). Algunas de estas leyendas fueron narradas en verso, y los poemas resultantes se ensamblaron más tarde, dando lugar a un poema más extenso ahora expuesto en museos.

## La epopeya

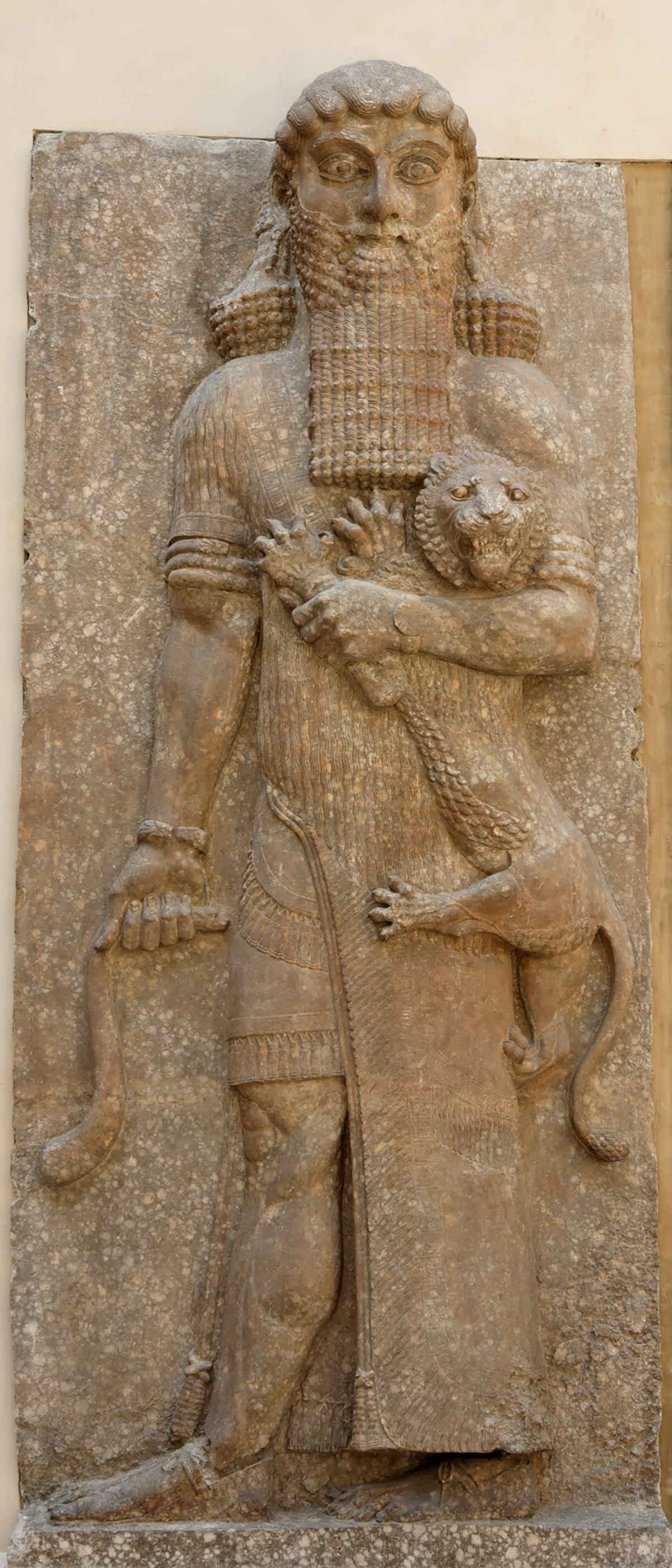
Figura de Gilgamesh del palacio de Sargon II (Museo del Louvre).

El rey Asurbanipal de Nínive hizo transcribir la epopeya, dentro de su empeño por copiar todos los documentos escritos del mundo conocido. Hacia el año 612 a. C., Nínive fue destruida por invasores y no fue hasta 1845 que el explorador británico Austen Henry Layard localizó sus restos, cerca de Mosul, en Irak.
Del contenido de su biblioteca, actualmente se conserva una pequeña fracción compuesta por 25 000 tablillas depositadas en el Museo Británico. George Smith comenzó a traducirlas a partir de 1872. En 1984 se publicó una traducción al inglés del poema, con la participación del escritor estadounidense John Gardner como editor y de John Maier como traductor.
El poema cuenta la historia de las aventuras del rey Gilgamesh de Uruk, que debió de gobernar hacia el año 2500 a. C. La epopeya, muy posterior a su reinado, recoge y elabora las leyendas que circulaban sobre él en la tradición oral.
De las doce tablillas sobre Gilgamesh, once conforman el poema, probablemente escrito en la primera mitad del II milenio a. C. La duodécima posiblemente fue grabada al final del I milenio a. C..

## Versión «estándar»
La versión «estándar» se encontró en la biblioteca de Asurbanipal; fue escrita en babilonio estándar, un dialecto del idioma acadio que solo se usaba con fines literarios y utilizaba un tipo de métrica bastante parecida a la métrica hebraica, basada en el paralelismo semántico, aunque también posee elementos de métrica cuantitativa. El verso está generalmente dividido en dos hemistiquios que reiteran la misma idea expresada de dos formas distintas.
Esta versión fue estandarizada por Sin-Liqe-Unninni entre el 1300 a. C. y el 1000 a. C. con base en una versión más antigua que la oficial. Esta complementación mediante cambio o añadidura de fragmentos era un proceso común en la época y el Poema de Gilgamesh no fue la excepción.
La versión estándar y la acadia previa se diferencian en la introducción, o íncipit. La versión más antigua comienza con las palabras: «Sobrepasando a todos los demás reyes», mientras que en la estándar dice: «Él que veía lo profundo» (ša nagbu amāru). La palabra acadia nagbu, ‘profundo’, en este caso probablemente hace referencia a ciertos «misterios». No obstante, Andrew George considera que se refiere a algún conocimiento específico que Gilgamesh trajo de su reunión con Utnapishtim; él ganó el conocimiento en el reino de Ea, cuyo reino cósmico es la fuente de la sabiduría. En general, se cree que Gilgamesh adquirió el conocimiento para vivir una buena vida: cómo adorar a los dioses, por qué es necesaria la muerte para los humanos, de lo que hace bueno a un rey y de la naturaleza. La tablilla XI contiene el mito del diluvio que fue copiado en su mayor parte de la epopeya de Atrahasis.
La tablilla XII es un apéndice del poema épico, una secuela de la XI y probablemente añadida en fecha posterior, por lo cual ha sido omitida hasta años recientes. Tiene la inconsistencia narrativa de presentar a Enkidu vivo, y tiene poca relación con la bien argumentada tablilla XI. De hecho, el poema tiene una estructura circular en la cual las líneas iniciales se citan en la tablilla XI para dar, junto con el final, la idea de un ciclo. La tablilla XII es más bien una copia de un cuento anterior en el cual Gilgamesh envía a Enkidu a recuperar algunos de sus bienes al inframundo, Enkidu muere y regresa como espíritu para contarle al rey la naturaleza del inframundo. Este evento parece superfluo dado que en la tablilla VII Enkidu tuvo ya un sueño en el que se le reveló cómo es el inframundo.

### Contenido de las tablillas
La obra gira en torno a dos temáticas, las primeras seis tablillas describen la búsqueda de la gloria y las restantes la búsqueda de la inmortalidad.

#### Búsqueda de la gloria
1. La historia comienza con la presentación de Gilgamesh de Uruk, el mayor rey de la Tierra, dos terceras partes dios y una humano, el más fuerte rey-deidad que jamás haya existido. La introducción describe su gloria y triunfos, así como los muros de ladrillo de la ciudad. La gente en la época de Gilgamesh, sin embargo, no era feliz. Se quejaban de que él era demasiado severo y abusaba de su poder durmiendo con las mujeres antes que sus esposos (derecho de pernada); entonces, la diosa de la creación, Ninhursag, creó al hombre semi salvaje Enkidu, que comenzó a molestar a los pastores. Cuando uno de ellos se quejó ante Gilgamesh, el rey le envió a la mujer llamada Shamhat, una prostituta sagrada (nadītu en Sumeria o hieródula en Grecia). El contacto con ella civiliza a Enkidu al grado de que tras varias noches, él ya no es una bestia más entre los animales. Mientras tanto, Gilgamesh tiene extraños sueños que su madre Ninsun le explica diciendo que vendrá a él un gran amigo.
2. Enkidu y Shamhat salen del yermo para casarse en Uruk. Cuando Gilgamesh acude al festejo para dormir con Shamhat, encuentra sus intenciones frustradas por Enkidu. Ellos luchan y, tras una gran batalla, Gilgamesh presenta a Enkidu a su madre y le hace parte de su familia porque él no tiene una propia. Entonces Gilgamesh le propone viajar al bosque para adquirir gloria cortando algunos grandes árboles y matando al demonio Humbaba. Enkidu no está de acuerdo, pero Gilgamesh logra convencerlo.
3. Gilgamesh y Enkidu se preparan para la aventura en el bosque. Gilgamesh informa a su madre, que se queja, pero pide ayuda al dios-sol Shamash y le da a Enkidu un consejo.
4. El viaje de los amigos al bosque. En el camino, Gilgamesh tuvo cinco pesadillas, pero dadas las condiciones físicas de esta tablilla, su contenido es difícil de reconstruir. Enkidu cada vez le explica los sueños como un buen presagio. Cuando llegan al bosque es Enkidu quien está asustado y quiere regresar a Uruk y Gilgamesh tiene que animarlo.
5. Cuando los héroes finalmente llegan ante Humbaba, el guarda de los árboles, el monstruo comienza a ofenderlos. Esta vez es Gilgamesh quien está asustado, pero después de algunas palabras valientes de Enkidu la batalla da comienzo. Su cólera separa las montañas Sirara del Líbano.[cita requerida] Finalmente Shamash envía sus trece vientos para ayudar a los dos héroes, Humbaba es vencido y le ruega a Gilgamesh por su vida. Él se compadece, pero Enkidu se molesta y le pide que mate a la bestia. Humbaba se vuelve a Gilgamesh y le pide que convenza a su amigo de perdonarle la vida. Cuando Enkidu repite la petición a Gilgamesh, Humbaba los maldice. Los héroes cortan un enorme árbol, Enkidu hace con él una gran puerta para los dioses y la echa al río.
6. Gilgamesh rechaza las insinuaciones sexuales de la diosa Ishtar porque ella ha tenido antes otros amantes, como Dumuzi. Ishtar le pide a su padre, Anu, que le mande el «Toro del cielo» para vengar el rechazo. Cuando Anu rehúsa, Ishtar amenaza con levantar a los muertos. Anu teme y cede. El toro del cielo es una plaga para las tierras. Aparentemente la criatura tiene alguna relación con la sequía, porque de acuerdo con la historia el agua desaparece y la vegetación se seca. Como quiera que sea, Gilgamesh y Enkidu, esta vez sin ayuda divina, derrotan a la bestia y le ofrecen su corazón a Shamash. Cuando oyen a Ishtar llorar, Enkidu separa el cuarto trasero del toro y se lo arroja al rostro para amedrentarla. La ciudad de Uruk celebra, pero Enkidu tiene una pesadilla, que se describe en la tablilla siguiente.

#### Búsqueda de la inmortalidad
1. En el sueño de Enkidu los dioses piensan que alguien debe ser castigado por la muerte del «Toro del cielo» y de Humbaba y deciden hacer pagar a Enkidu. Esto va contra el deseo de Shamash. Enkidu cuenta eso a Gilgamesh y maldice la puerta que hizo para los dioses. Gilgamesh está consternado y va al templo a rezarle a Shamash por la salud de su amigo. Enkidu comienza a lamentarse de Shamash porque ahora se arrepiente del día en que se convirtió en humano. Shamash les habla desde el cielo y les hace ver cuán injusto es Enkidu, les dice que Gilgamesh se convertirá en una sombra de su antiguo ser debido a su muerte. Enkidu se retracta de lo dicho y bendice a Shamhat. No obstante, enferma cada vez más y, moribundo, describe el inframundo.
2. Gilgamesh se lamenta por Enkidu y ofrece regalos a los dioses para que caminen al lado de Enkidu en el más allá.
3. Gilgamesh procura evitar el destino de Enkidu y emprende un peligroso viaje para visitar a Utnapishtim y a su esposa, los únicos seres humanos que sobrevivieron a «la gran inundación» (el diluvio) y a quienes les fue concedida la inmortalidad por los dioses, con la esperanza de obtenerla también. A lo largo del camino, Gilgamesh pasa las dos montañas desde donde el Sol se levanta, custodiadas por dos seres-escorpión que le permiten seguir. Viaja a través de la oscuridad, por donde el Sol viaja cada noche y justo antes de que el Sol se lo encuentre, llega al final. La tierra al final del túnel es un lugar maravilloso, lleno de árboles cuyas hojas son joyas.
4. Gilgamesh se reúne con Siduri y le dice el propósito de su viaje. Siduri fracasa al intentar disuadirlo, pero le envían a Urshanabi para ayudarle a cruzar el mar a Utnapishtim. Urshanabi estaba en compañía de cierto tipo de gigantes de piedra que Gilgamesh consideró hostiles y a los que mató. Cuando le narra su historia a Urshanabi y le pide ayuda, le dicen que justamente ha matado a las únicas criaturas capaces de cruzar las Aguas de la muerte. Esas aguas no deben ser tocadas, por lo que Utshanabi le dice que corte 120 remos para atravesar el agua. Finalmente llegan a la isla de Utnapishtim, quien nota algo raro en el barco y pregunta a Gilgamesh al respecto. Gilgamesh le cuenta lo ocurrido y le pide ayuda, pero Utnapishtim lo reprende porque combatir el destino de los humanos es inútil y arruina la alegría de la vida.
5. Gilgamesh sostiene que Utnapishtim no es diferente de él y le pregunta por su historia, por qué él tiene un destino diferente. Él le cuenta sobre «la gran inundación»; su historia es un compendio de la historia de Atrahasis, salvo las plagas enviadas por los dioses. Reticentemente, le ofrece a Gilgamesh una oportunidad para la inmortalidad, pero pregunta por qué los dioses deberían dar el mismo honor que a sí mismo, el héroe de la inundación, a Gilgamesh, y lo reta a permanecer despierto por seis días y siete noches. En el momento justo en que Utnapishtim termina de decirlo Gilgamesh se queda dormido. Utnapishtim se burla del sueño de Gilgamesh ante su esposa y le dice que hornee un pan por cada día que duerma, para que Gilgamesh no pueda negar su error. Cuando Gilgamesh, después de seis días y siete noches descubre su fracaso, Utnapishtim lo manda de regreso a Uruk con Urshanabi, exiliado. En el momento en que se marchan, la esposa de Utnapishtim le pide que tenga compasión de Gilgamesh por su largo viaje. Utnapishtim le menciona a Gilgamesh cierta planta del fondo del océano que lo hará joven de nuevo. Gilgamesh obtiene la planta atando rocas a sus pies, para poder caminar en el fondo del mar, pero no confía en su efecto y decide probarla en un hombre viejo en Uruk. Desafortunadamente, pone la planta en la orilla del lago mientras se baña y es robada por una serpiente que pierde su vieja piel y renace. Gilgamesh llora en presencia de Urshanabi, pero habiendo fallado en ambas oportunidades, regresa a su ciudad, donde la contemplación de sus grandes muros le hace alabar el trabajo duradero.
6. El contenido de la última tablilla no se conecta bien con lo anterior. Gilgamesh se duele ante Enkidu de que su juego ha caído en el inframundo y él le ofrece traerlo de vuelta. Encantado, Gilgamesh le dice a Enkidu lo que debe y lo que no debe hacer en el inframundo para poder volver. Enkidu olvida el consejo y hace todo lo que se le advirtió no hacer, por lo tanto, el inframundo lo retiene. Gilgamesh pide a los dioses que le devuelvan a su amigo. Enlil y Sin no se molestan en responderle, pero Enki y Shamash deciden ayudarle. Shamash hace un hoyo en la Tierra y Enkidu sale por él. La tablilla termina con Gilgamesh preguntándole a Enkidu sobre lo que ha visto en el inframundo. No queda claro si Enkidu reaparece en la historia como espíritu o si vuelve a la vida.

## Versión en babilónico antiguo
Todas las tablillas, excepto la segunda y tercera, provienen de distintos originales, por lo tanto, la síntesis argumental se hace con base en diferentes versiones.
1. Tablilla perdida.
2. Gilgamesh le cuenta a su madre Ninsun dos pesadillas que tuvo. Ella le explica que pueden significar que vendrá un amigo a Uruk. Mientras tanto, Enkidu y su mujer (aquí llamada Shamshatum) se dedican a hacer el amor. Ella lo civiliza también mediante el ofrecimiento de comida humana. Enkidu ayuda a los pastores a cuidar de las ovejas. Viajan a Uruk para casarse, pero Gilgamesh reclama el privilegio de dormir con Shamshatum antes. Enkidu y Gilgamesh combaten hasta que Gilgamesh abandona la pelea. Enkidu alaba a Gilgamesh como persona especial.
3. Gilgamesh propone ir al bosque para cortar árboles y matar a Humbaba. Enkidu protesta porque conoce a Humbaba y es consciente de su poder. Gilgamesh trata de dar valor a Enkidu con palabras valerosas. Comienza la preparación del viaje y llaman a los mayores. Ellos protestan también, pero después de escuchar a Gilgamesh les desean suerte.
4. Tablilla perdida.
5. Los fragmentos de tablillas de dos versiones distintas narran como Enkidu anima a Gilgamesh para matar a Humbaba. Cuando Gilgamesh lo hace, cortan árboles y encuentran la morada de Annunaki. Enkidu hace una puerta de madera para Enlil y la deja flotar sobre el Éufrates.
6. Tablillas perdidas.
7. Gilgamesh discute con Shamash la inutilidad de la prueba. La tablilla está dañada, luego aparece Gilgamesh hablando con Siduri sobre la prueba y sobre su viaje para ver a Ut-Napishtim (aquí llamado Uta-na’ishtim). Siduri lo interroga sobre sus propósitos. Otra laguna en el texto. Gilgamesh ha destruido a las criaturas de piedra y habla con Urshanabi (aquí Sur-sunabu). Tras una breve discusión Sur-sunabu le indica a Gilgamesh que corte 3000 remos para cruzar las aguas sin las criaturas de piedra. El resto de la tablilla está dañada.
8. Tablilla(s) perdida(s).

## Poemas sumerios
Existen cinco historias de Gilgamesh en forma de poemas antiguos en sumerio. Probablemente circulaban independientemente, en lugar de tener la forma de una epopeya unificada. Algunos de los nombres de sus personajes principales difieren ligeramente de los nombres acadios posteriores; por ejemplo, está escrito «Bilgamesh» en lugar de «Gilgamesh», y hay algunas diferencias en las historias subyacentes, como el hecho de que Enkidu es el sirviente de Gilgamesh en la versión sumeria: el Toro Celeste llegó a la ciudad de Uruk, mató a muchos de sus guerreros y la devastó. Gilgamesh y Enkidu mataron al toro y este hecho aumentó aún más la furia de los dioses, ya contrariados por el orgullo de Gilgamesh y decidieron castigar a Enkidu con una enfermedad que duró doce días y que le ocasionó la muerte. El señor de la montaña del viviente y Hey, ¡hurra! corresponden al episodio de «Bosque de los Cedros» (que en la versión estándar se cuentan en las tabletas II - V). Gilgamesh y Enkidu viajan con otros hombres al bosque de los cedros. Allí, atrapado por Humbaba, Gilgamesh lo engaña (con la ayuda de Enkidu en una de las versiones) para que abandone sus auras, perdiendo así su poder.
El héroe en batalla corresponde al episodio del «Toro en el Cielo» (en la versión estándar se encuentra en la tableta VI) en la versión acadia. El apetito voraz del toro causa sequía y dificultades en la tierra mientras Gilgamesh se da un festín. Lugalbanda lo convence de enfrentarse a la bestia y lucha junto a Enkidu. Los enviados de Akka no tienen un episodio correspondiente en la epopeya, pero los temas de si mostrar misericordia a los cautivos y el consejo de los ancianos de la ciudad también aparecen en la versión estándar de la historia de Humbaba. En el poema, Uruk se enfrenta al asedio de las tropas de Kish dirigidas por su rey Agga, a quien Gilgamesh derrota y perdona.
En esos días, en esos días lejanos, también conocidos como Gilgamesh, Enkidu y el Inframundo, es la fuente de la traducción acadiana incluida como tablilla XII en la versión estándar, que cuenta el viaje de Enkidu al Inframundo. También es la principal fuente de información para el mito de la creación sumeria y la historia de «Inanna y el árbol Huluppu». 
El gran toro salvaje está acostado, un poema sobre la muerte, sepultura y consagración de Gilgamesh como un semidiós, reinando y juzgando a los muertos. Después de soñar con cómo los dioses deciden su destino después de la muerte, Gilgamesh toma consejo, prepara su funeral y ofrece regalos a los dioses. Una vez fallecido, lo entierran bajo el Éufrates, lo desvían y luego lo devuelven.

## Influencia en la literatura posterior
Según el investigador griego Ioannis Kordatos, la Odisea de Homero fue influida por este poema, tanto en lo formal (sostiene que existe un gran número de versos paralelos) como en temas y episodios.
Otros autores también exponen que esta obra podría haber influido en la narración del Diluvio en la Biblia. Alexander Heidel plantea que el tema muestra una influencia directa en los dos relatos que lo componen, y también la concepción de una planta que confiere la inmortalidad, la cual es hurtada por la intervención de una serpiente. Otros temas como el rey héroe, la acción justiciera de los dioses, la amistad entre los héroes y la importancia de los sueños, si bien aparecen en ambas obras, formarían parte de una matriz cultural compartida. 
Dado que el mito de Gilgamesh data de ca. 1300 a. C. (probablemente antes, 2500-2000 a. C., puesto que la fecha de 1300 a. C. corresponde a la compilación acadia) se podría plantear que los relatos de la Biblia están inspirados en este mito. Esta teoría fue debatida a comienzos del siglo XX y hasta el día de hoy se pueden encontrar diversas investigaciones que abordan esta comparativa, argumentando tanto a favor como en contra.

### Directa. Ediciones del poema

#### En castellano
- Pérez Armijos, Jorge Luis (2019), Aquel que pudo ver lo Profundo.amesh".
- Jiménez Zamudio, Rafael (2015), El poema de Gilgamesh. Cátedra S. A., Ediciones. ISBN 978-843-76335-6-5. Traducción directa del acadio, con énfasis en la literalidad de los significados.
- Burello, Marcelo G. (2013), Gilgamesh o del origen del arte. Hecho Atómico Ediciones. ISBN 978-987-29392-1-2.
- George, Andrew (2008). La epopeya de Gilgamesh (The Epic of Gilgamesh, 1999). Traducción de Fabián Chueca Crespo. Prólogo de José Luis Sampedro. Barcelona: Editorial Random House Mondadori. ISBN 978-84-8346-826-5.
- D' Agostino, Franco (2007), Gilgameš o La conquista de la inmortalidad. Madrid: Editorial Trotta. ISBN 978-84-8164-938-3.
- Sanmartín, Joaquín (2005), Epopeya de Gilgameš, rey de Uruk. Madrid: Editorial Trotta. ISBN 978-84-8164-732-7.
- Silva Castillo, Jorge (2000), Gilgamesh o la angustia por la muerte. Poema babilonio, traducción directa del acadio, introducción y notas. Cuarta edición corregida. México: El Colegio de México (Colmex). ISBN 968-12-0947-8.
- Lara Peinado, Federico (1988), Poema de Gilgamesh, Estudio preliminar, traducción y notas. Tecnos. ISBN 84-309-1548-6. No es una traducción directa del acadio.

#### En inglés
- Morris Jastrow (Author), Albert Tobias Clay (Author) (2016). An Old Babylonian Version of the Gilgamesh Epic: On the Basis of Recently Discovered Texts. Cambridge Library Collection - Archaeology. 978-1108081276.
- Foster, Benjamin R., trans. & edit. (2001). The Epic of Gilgamesh. New York: W.W. Norton & Company. ISBN 0-393-97516-9.
- George, Andrew R., trans. & edit. (2003). The Babylonian Gilgamesh Epic: Critical Edition and Cuneiform Texts. England: Oxford University Press. ISBN 0-19-814922-0.
- — (1999, reprinted with corrections 2003). The Epic of Gilgamesh. Penguin Books. ISBN 0-14-044919-1.
- Jackson, Danny (1997). The Epic of Gilgamesh. Wauconda, IL: Bolchazy-Carducci Publishers. ISBN 0-86516-352-9.
- Kovacs, Maureen Gallery, transl. with intro. (1985,1989). The Epic of Gilgamesh. Stanford, California: Stanford University Press. ISBN 0-8047-1711-7. Traducción línea por línea de los capítulos I-XI.
- Mason, Herbert (2003). Gilgamesh: A Verse Narrative. Boston: Mariner Books. ISBN 978-0-618-27564-9.
- Mitchell, Stephen (2004). Gilgamesh: A New English Version. New York: Free Press. ISBN 0-7432-6164-X.
- Parpola, Simo with Mikko Luuko, and Kalle Fabritius (1997). The Standard Babylonian, Epic of Gilgamesh. The Neo-Assyrian Text Corpus Project. ISBN 951-45-7760-4 (Volumen 1) en la lengua acadia original, cuneiforme y transliteración. Comentarios y glosario en inglés.
- Sandars, N. K. (2006). The Epic of Gilgamesh. EE.UU: Penguin Epics. ISBN 0-14-102628-6. - Reimpresión basada en la traducción de Penguin Classic (en prosa) por N. K. Sandars 1960 (ISBN 0-14-044100-X) sin la introducción.
- Dalley, Stephanie, ed. (2000). Myths from Mesopotamia: Creation, the Flood, Gilgamesh, and Others. Oxford University Press. ISBN 978-0-19-953836-2.
- The Epic of Gilgamesh: The Babylonian Epic Poem and Other Texts in Akkadian and Sumerian (Andrew R. George, trad.) (reprinted edición). London: Penguin Books. 2003 (1ª ed. 1999). ISBN 0-14-044919-1.

#### En francés
- L’Épopée de Gilgamesh : texte établi d’après les fragments sumériens, babyloniens, assyriens, hittites et hourites. Traducido del árabe y adaptado por Abed Azrié. París: Berg International, 2001. ISBN 2-911289-34-X.
- L’Épopée de Gilgamesh. Enregistrement sonore sur DC réédité en 2005, sous étiquette Doumtak (NTCD806): cantos en árabe. En inglés y francés. ISMN 826596028064.
- Léo Scheer, Gilgamesh. 2006. Editions Léo Scheer. ISBN 2-7561-0068-4.

### Indirecta. Otras obras sobre el tema
- Bottéro, Jean. L'Épopée de Gilgameš, le grand homme qui ne voulait pas mourir, Gallimard, colección «L'aube des peuples», 1992. ISBN 2-07-072583-9.
- Forest, Jean-Daniel. L’Épopée de Gilgamesh et sa postérité: introduction au langage symbolique. París : Paris-Méditerranée, 2002. ISBN 2-84272-146-2.
- Heidel, Alexander. The Gilgamesh Epic and Old Testament Parallels: A translation and interpretation of the Gilgamesh Epic and related Babylonian and Assyrian documents. Chicago: U. of Chicago Press, 1946; 2.ª edición, 1949. ISBN 0-226-32398-6.
- Jacobsen, Thorkild. The Treasures of Darkness: a history of Mesopotamian Religion. New Haven, Yale: 1976.
- Kirk, G.S. Myth: Its Meaning and Functions in Ancient and Other Cultures. Cambridge U.P. and California U.P., 1970.
- Kramer, Samuel Noah. History Begins at Sumer. Philadelphia: University of Pennsylvania, 1981. Reimp., 1990. Publicado originalmente con el título: From the tablets of Sumer: Indian Hills, Colo.: Falcon's Wing Press, 1956.
- Lambert, W. G. and A. R. Millard, Atrahasis: The Babylonian Story of the Flood, Eisenbrauns, 1999, ISBN 1-57506-039-6.
- Mason, Herbert. Gilgamesh. A Verse Narrative. Palabras finales de John H. Marks. A Mentor Book. N.Y.: Penguin Books, 1970.
- Oppenheim, A. Leo. Ancient Mesopotamia: Portrait of a Dead Civilization. Edición revisada y completada por Erica Reiner. The University of Chicago Press, 1964,1977.
- Raymond-Jacques Tournay, O.P. et Aaron Shaffer, L'Épopée de Gilgamesh, Les Éditions du Cerf, colección «Littérature ancienne du Proche-Orient», 1998 ISBN 2-204-05003-2.
- Sanders, Nancy K., Trans. "Gilgamesh." En «The Norton Anthology: World Masterpieces», Edición ampliada, Volumen I: 10-41.
- Tigay, Jeffrey H. (1982). The Evolution of the Gilgamesh Epic. University of Pennsylvania Press, Philadelphia. ISBN 0-8122-7805-4.

### Traducciones del poema
- Gilgamesh, Enkidu y el inframundo (en español).

- Datos: Q8272
- Multimedia: Epic of Gilgamesh / Q8272